# Mierzęcice
Mierzęcice is een dorp in het Poolse woiwodschap Silezië, in het district Będziński. De plaats maakt deel uit van de gemeente Mierzęcice en telt 2676 inwoners.